# انتخابات الرئاسة الأمريكية 1792
انتخابات الولايات المتحدة الرئاسية لعام 1792، هي ثاني انتخابات رئاسية تُجرى في البلاد، واستمرت من 2 نوفمبر إلى 5 ديسمبر 1792. شهدت الانتخابات فوز جورج واشنطن بفترة رئاسية ثانية بإجماع أصوات المجمع الانتخابي، بينما أُعيد انتخاب جون آدامز كنائب للرئيس. ورغم أن واشنطن لم يواجه أي منافسة تُذكر، فقد واجه آدامز منافسة شديدة من حاكم نيويورك جورج كلينتون.
كانت قواعد الانتخابات في ذلك الوقت تقضي بأن يدلي كل ناخب رئاسي بصوتين، دون تحديد أيهما للرئيس وأيهما لنائب الرئيس. يصبح صاحب أكبر عدد من الأصوات رئيسًا، والثاني نائبًا للرئيس. دعم الحزب الديمقراطي-الجمهوري، الذي نشأ لمعارضة سياسات وزير الخزانة ألكسندر هاميلتون، جورج كلينتون لمنصب نائب الرئيس، بينما دعم الحزب الفيدرالي جون آدامز. ومع ذلك، لم تكن الأحزاب السياسية قد تبلورت بالكامل بعد، وظلت الانقسامات الحزبية في مراحلها الأولى.
حصل جورج واشنطن على إجماع كامل من أصوات المجمع الانتخابي البالغ عددها 132 صوتًا، في حين حصل جون آدامز على 77 صوتًا انتخابيًا، وهو ما ضمن إعادة انتخابه. جاء جورج كلينتون في المركز الثالث بـ 50 صوتًا، مستفيدًا من دعم نيويورك وثلاث ولايات جنوبية. توزعت الأصوات الخمسة المتبقية بين مرشحين آخرين. وكانت هذه الانتخابات أول مرة تُعيّن فيها جميع الولايات الثلاث عشرة الأصلية ناخبين، إلى جانب ولايتي كنتاكي وفيرمونت، اللتين انضمتا حديثًا إلى الاتحاد.